# Егорьевское викариатство

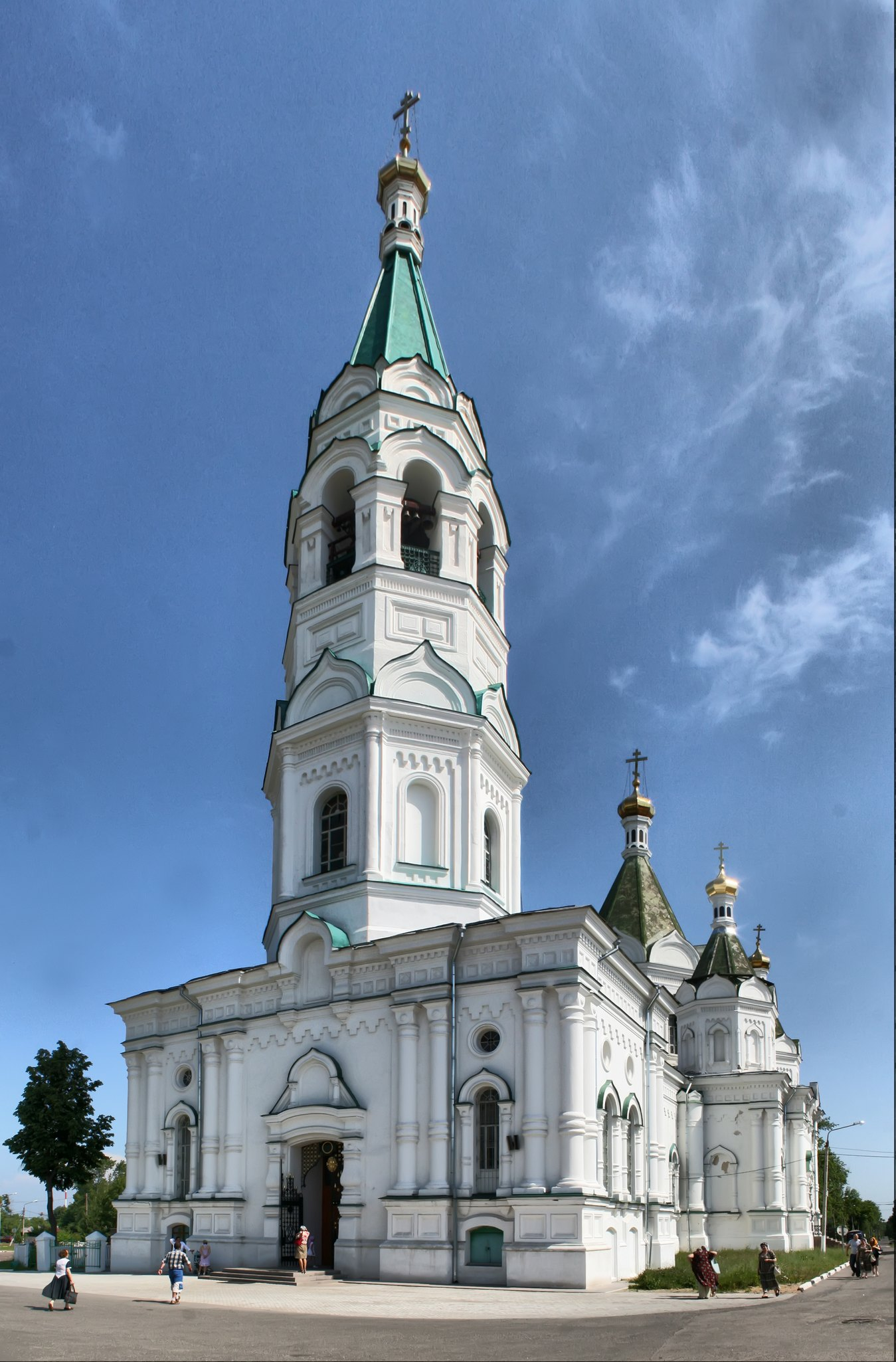
Кафедральный собор Александра Невского в Егорьевске

Его́рьевское викариа́тство — викариатство Московской епархии Русской православной церкви. Поименовано по городу Егорьевску.

## История
В начале 1921 года Патриарх Московский и всея России Тихон обратился к архиепископу Рязанскому и Зарайскому Вениамину (Муратовскому) с предложением учредить в епархии «возможно в большем количестве викарные епископии». 27 марта 1921 года собрание духовенства и прихожан Егорьевска поддержало предложение архиепископа Вениамина об учреждении Егорьевского викариатства.
В мае 1922 года Егорьевск оказался в составе Московской губернии, в связи с чем викариатство было передано в состав Московской епархии.
В 1929—1934 годы Егорьевская кафедра, по-видимому, не замещалась. Возможно, в это период кафедра временно управлялась кем-то из соседних викариев.
После перемещения 1 сентября 1937 года епископа Алексия (Сергеева) на самостоятельную Ивановскую кафедру Егорьевская кафедра не замещалась.
26 декабря 2003 года решением Священного синода Русской православной церкви Егорьевское викариатство было восстановлено; епископом Егорьевским стал архимандрит Марк (Головков). При этом викариатство стало титулярным — резиденция епископа Егорьевского располагается в Москве.

## Архиереи
- 19 августа 1921 — 8 апреля 1923 — Вассиан (Пятницкий)
- ноябрь 1924 — ок. 1926 — Иоанн (Петропавловский)
- 28 мая 1926 — 22 июня 1927 — Вассиан (Пятницкий)
- 15 сентября 1927 — 31 октября 1929 — Павел (Гальковский)
- 4 сентября 1934 — январь 1936 — Иоанн (Соколов)
- 16 августа — 1 сентября 1937 — Алексий (Сергеев)
- 14 января 2004 — 22 октября 2015 — Марк (Головков)
- 24 октября 2015 — 14 мая 2018 — Тихон (Шевкунов)
- 14 мая 2018 — 10 апреля 2024 — Матфей (Копылов)
- c 16 июля 2024 года — Мефодий (Зинковский)